# Todabhim
Todabhim é uma cidade e um município no distrito de Karauli, no estado indiano de Rajasthan.

## Demografia
Segundo o censo de 2001, Todabhim tinha uma população de 20,845 habitantes. Os indivíduos do sexo masculino constituem 53% da população e os do sexo feminino 47%. Todabhim tem uma taxa de literacia de 56%, inferior à média nacional de 59.5%: a literacia no sexo masculino é de 71% e no sexo feminino é de 40%. Em Todabhim, 19% da população está abaixo dos 6 anos de idade.